# Махтаб, Бхартрухари
Бхартрухари Махтаб (англ. Bhartruhari Mahtab; род. 8 сентября 1957, Агарпара, Орисса, Индия) — индийский политический деятель, лидер региональной политической партии «Биджу джаната дал» (БДД). С 1998 года — депутат Лок сабхи (нижней палаты индийского парламента). Шесть раз переизбирался от избирательного округа Каттак в штате Орисса.

## Биография

### Семья. Ранние годы
Родился 8 сентября 1957 года в деревне Агарпара (в то время в округе Баласор, ныне — в округе Бхадрак) в семье Харекришны Махтаба и Субхадры Махтаб. Окончил Уткальский университет, где получил учёную степень магистра по английскому языку.

### 1980-е — 1990-е гг.
Принял участие в саммитах ООН в Копенгагене и Риме. В 1989 году был делегатом на IX конференции Движения неприсоединения, состоявшейся в Белграде, Югославия. В 1995 году присутствовал на проходивших в Нью-Йорке торжествах по случаю 50-летия ООН. В том же году принял участие в XI конференции Движения неприсоединения, состоявшейся в Картахене, Колумбия. Сопровождал премьер-министра Индии во время его официальных визитов в Иран, Россию, Сенегал, Тунис и Венесуэлу.

### Лок сабха XII созыва
В 1998 году избран в Лок сабху XII созыва от избирательного округа Каттак. В 1998—1999 гг. — член парламентского комитета по привилегиям, комитета иностранных дел, центральной консультативной комиссии по образованию и консультативного комитета при Министерстве туризма. В октябре 1998 года в качестве неофициального делегата принял участие в 52-й Генеральной Ассамблее ООН.

### Лок сабха XIII созыва
В 1999 году избран в Лок сабху XIII созыва от избирательного округа Каттак. В 1999—2004 гг. — член комитетов по привилегиям, труду, торговле, публичной отчётности, коммуникациям и информационным технологиям. В 2000—2004 гг. — член консультативного комитета при Министерстве сельского хозяйства. В мае 2001 года посетил Мексику в составе официальной делегации Парламента Индии. В мае 2002 года в составе делегации индийского парламента принял участие в специальной сессии Генеральной Ассамблеи ООН, посвящённой детям. В качестве неофициального делегата от Индии принял участие в 56-й (октябрь 2002 года) и 57-й (октябрь 2003 года) Генеральной ассамблее ООН.

### Лок сабха XIV созыва
В 2004 году избран в Лок сабху XIV созыва от избирательного округа Каттак. В 2004—2009 гг. — член комитета по коммуникациям и информационным технологиям. 2004—2005 гг. — член консультативных комитетов при Министерстве информации и вещания и Министерстве культуры. 2006—2009 гг. — член комитета по публичной отчётности. 2007—2009 гг. — член комитета по финансам. 2008—2009 гг. — член консультативного комитета по информации и вещанию, комитета по делам молодёжи и спорта, комитета по развитию северо-восточного региона. В качестве неофициального делегата от миссии Индии при ООН принял участие в 58-й Генеральной ассамблее ООН, состоявшейся в ноябре 2004 года, и в 64-й Генеральной ассамблее ООН, состоявшейся в октябре 2008 года.

### Лок сабха XV созыва
В 2009 году избран в Лок сабху XV созыва от избирательного округа Каттак. 6 августа 2009 года назначен членом комитета по публичной отчётности. 31 августа 2009 года назначен членом финансового комитета и консультативного комитета при Министерстве окружающей среды и лесного хозяйства. 1 мая 2010 года избран вице-президентом парламентских групп дружбы Индия-Мексика и Индия-Кипр, членом парламентской группы дружбы Индия-Ботсвана, а также членом парламентского форума по глобальному потеплению и изменению климата. В декабре 2009 года был членом официальной делегации Индии на состоявшемся в Копенгагене Саммите по изменению климата.

### Выступление в защиту российских кришнаитов и книги «Бхагавад-гита как она есть»
19 декабря 2011 года Бхартрухари Махтаб вынес на обсуждение в Лок сабхе вопрос о возможном запрете в России базового канонического текста кришнаитов «Бхагавад-гиты как она есть». Махтаб указал своим коллегам, что по запросу прокурора города Томска эту редакцию священного индуистского текста «Бхагавад-гиты» в России могут запретить и объявить экстремистской литературой. Он, в частности, заявил: «Я хочу знать, что делает правительство. Религиозные права индуистов в России должны быть защищены, и правительству следует довести это до сведения российских властей по дипломатическим каналам».
Распространённое Махтабом известие о «нарушении прав индуистов в России» вызвало крайне негативную реакцию индийских парламентариев «всего политического спектра». Махтаба поддержали такие партии, как «Шив сена», «Бхаратия джаната парти», «Раштрия джаната дал», «Бахуджан самадж парти», «Самаджвади парти» и «даже член Индийского национального конгресса Иджьярадж Сингх». Индийский телеканал NDTV сообщил, что заседание нижней палаты «дважды прерывалось из-за протестов возмущённых депутатов», скандировавших фразу «Мы не позволим оскорблять Господа Кришну». Газета The Times of India описала произошедшее следующим образом:
Когда Махтаб поднял этот вопрос, в нижней палате парламента воцарился хаос. Депутаты призывали спикера Мейру Кумар дать им выступить по этой теме. Она, тем не менее, отказалась это сделать и попросила их направлять запросы, объединив силы с Махтабом. Депутат Лалу Прасад [Ядав] из партии «Раштрия джаната дал» начал выкрикивать, что индуистские писания не учат экстремизму. Депутаты от партии «Бхаратия джаната парти» также начали подниматься со своих мест, чтобы выразить протест, и Мейра Кумар объявила перерыв в работе нижней палаты до двух часов дня.
Парламентарии призвали правительство Индии «немедленно предпринять меры в защиту прав последователей индуизма в России» и «потребовать у России объяснений по этому вопросу».
20 декабря все дебаты в индийском парламенте снова свелись к обсуждению судебного процесса в Томске. В этот день в Лок сабхе произнёс речь министр иностранных дел Индии Соманахалли Маллайя Кришна. Он разъяснил официальную позицию правительства Индии и выступил «в защиту российских кришнаитов и их настольной книги „Бхагавад-гита как она есть“».
В декабре 2011 года тема «гонений на индуизм в России» была новостью номер один для всех ведущих индийских изданий и телеканалов. Скандал вокруг судебного процесса также вызвал «небывалый всплеск популярности» «Бхагавад-гиты» в Индии и привёл к тому, что книга стала бестселлером.
Вердикт российского суда был оглашён 28 декабря 2011 года: суд отказал томской прокуратуре в признании экстремистской «Бхагавад-гиты как она есть». По сообщениям индийских СМИ, решение суда «вызвало ликование индуистов по всему миру». МИД Индии назвал вердикт «благоразумным решением щепетильной проблемы», а посол Индии в России Аджай Малхотра заявил, что «это решение суда заслуживает аплодисментов».

## Личная жизнь
С 26 апреля 1982 года женат на Махасвете Махтаб. От этого брака имеет сына и дочь. Любит читать и путешествовать.